# Рейналдо Да Круз Олівейра
Рейналдо Да Круз Олівейра (порт. Reinaldo da Cruz Oliveira, нар. 14 березня 1979, Ітагуаї), відомий просто як Рейналдо — бразильський футболіст, що грав на позиції нападника, зокрема за «Фламенго» та французький «Парі Сен-Жермен».

## Ігрова кар'єра
Народився 14 березня 1979 року в місті Ітагуаї. Вихованець футбольної школи клубу «Фламенго». Дорослу футбольну кар'єру розпочав 1999 року в основній команді того ж клубу, в якій провів два сезони, взявши участь у 40 матчах чемпіонату. Тричі ставав у її складі переможцем Ліги Каріока.
Протягом 2002—2003 років захищав на правах оренди кольори «Сан-Паулу», після чого влітку 2003 за 10 мільйонів євро перебрався до Франції, уклавши контракт із «Парі Сен-Жермен». Відіграв за паризьку команду півтора сезони своєї ігрової кар'єри. Більшість часу, проведеного у складі «Парі Сен-Жермен», був основним гравцем атакувальної ланки команди.
На початку 2005 перейшов до японського «Касіва Рейсол», згодом протягом другої половини 2000-х виступав за «Сантус», саудівський «Аль-Іттіхад», також японський «ДЖЕФ Юнайтед», «Ботафогу» та південнокорейський «Сувон Самсунг Блювінгз».
2010 року надовго повернувся на батьківщину, де протягом шеств років устиг пограти у складі «Фігейренсе», «Баїї», «Парани», «Метрополітано», «Луверденсе» та «Інтернасьйонал».
Протягом 2015–2016 і 2016–2017, з невеликою перервою на виступи у «Боавісті», грав в Індії у складі «Гоа».
Завершував ігрову кар'єру в команді «Бразильєнсе», за яку виступав протягом 2017—2019 років.

## Титули і досягнення
- Переможець Ліги Каріока (3):

«Фламенго»: 1999, 2000, 2001